# Troglopedetes vandeli
Troglopedetes vandeli is een springstaartensoort uit de familie van de Paronellidae. De wetenschappelijke naam van de soort is voor het eerst geldig gepubliceerd in 1951 door Cassagnau & Delamare Deboutteville.